# Norman Anderson (Leichtathlet)
Norman Anderson (Norman Frederick Anderson; * 17. März 1902 in Barre, Vermont; † 7. März 1978 in Los Angeles) war ein US-amerikanischer Kugelstoßer.
Bei den Olympischen Spielen 1924 in Paris wurde er Fünfter mit 14,29 m.
Für die University of Southern California startend wurde er 1923 NCAA-Meister. Seine persönliche Bestleistung von 14,83 m stellte er am 13. Juni in Cambridge auf.